# ワルシャワの戦い (1920年)
ワルシャワの戦い（ポーランド語: Bitwa Warszawska; ロシア語: Варшавская битва, ラテン文字転写: Varshavskaya bitva; ウクライナ語: Варшавська битва, ラテン文字転写: Varshavsʹka bytva）は1920年のポーランド・ソビエト戦争における戦い。この戦いでポーランド軍はロシア・ソビエト共和国（当時はソビエト社会主義共和国連邦成立前）の赤軍に勝利し撃退したためヴィスワ川の奇跡（ポーランド語: Cud nad Wisłą）と呼ばれる。
ポーランドのキエフ攻勢の後、ソ連赤軍は1920年の夏に反撃に成功し、ポーランド軍（青軍）は混乱状態で西に後退することを余儀なくされた。ポーランド軍は崩壊の危機に瀕し、ソビエトの決定的な勝利が予測されていた。
ワルシャワの戦いは、1920年8月12日から25日まで、ミハイル・トゥハチェフスキーが指揮する赤軍がポーランドの首都ワルシャワとその近くのモドリン要塞に接近した際に行われた。8月16日、ユゼフ・ピウスツキが指揮するポーランド軍が南方から反撃し、赤軍の攻撃を退けた上でワルシャワ東方とネマン川の背後で無秩序な撤退に追いやった。赤軍の推定損失は10,000人が死亡、500人が行方不明、30,000人が負傷、66,000人が捕虜となったのに対し、ポーランド側は約4,500人が死亡、10,000人が行方不明、22,000人が負傷した。
ボリシェヴィキの指導者であるウラジーミル・レーニンは、この戦いを赤軍にとっての「大きな敗北」と呼んだ。その後の数ヶ月におけるいくつかの追撃戦においてもポーランド軍は勝利を収め、その年の後半のソビエトとの平和条約につながり、ポーランドは独立の確保のみならず東部において広大な領域を1939年まで確保した。
政治家で外交官のエドガー・ヴィンセントは、ソビエトに対するポーランドの勝利が共産主義のヨーロッパへのさらなる西方への広がりを止めたとして、この戦いを歴史上最も重要な戦いの1つと見なしている。
戦闘は主にワルシャワ市外で行われたため、ワルシャワ郊外での戦いと呼ぶべきという意見もある

## 背景
1919年の第一次世界大戦終結後、ポーランドは、1795年にポーランドを分割したロシア、ドイツおよびオーストリア＝ハンガリーの領土から自国の領土を取り戻し、失われた独立を回復して新しい多民族連邦（ミェンズィモジェ）を成立させるための戦争を開始した。
これと同じ1919年以降、ボリシェヴィキはロシア内戦で優位に立ち、白軍に壊滅的な打撃を与えた。ウラジーミル・レーニンはポーランドは中央ヨーロッパと西ヨーロッパに共産主義を拡げるための橋頭堡であり、ポーランドとの戦争は赤軍の力を試す絶好の機会であると考えた。ボルシェビキは、革命はロシアの兵士の銃剣によって西ヨーロッパに運ばれ、ベルリンとパリへの最短ルートはワルシャワを経由することであると主張した。1920年4月21日にポーランドの元首ユゼフ・ピウスツキがウクライナの指導者シモン・ペトリューラと同盟を結んだことを期に戦闘が始まり、ポーランドとウクライナの連合軍はウクライナ本土に進出して5月7日にキーウをボルシェビキ勢力から解放した。
ソ連とポーランドの両陣営は、領土問題の対立によるポーランド・ウクライナ戦争を発展させる形で戦争を行った。赤軍は1919年のポーランドへの侵攻の挫折の後、1920年初頭における反撃で大勝利を収め、ポーランド軍にキエフ以東への撤退を余儀なくさせた。1920年半ばまでに、ポーランドは滅亡の危機に瀕しており、国外の識者はいつポーランドが崩壊してもおかしくないと予想していた。ソビエトは、ポーランドの首都ワルシャワへの大規模な侵攻によってポーランド政府を崩壊させてポーランド人の士気を挫いて有効なプロパガンダとし、国際的な共産主義者の蜂起を引き起こし、ボルシェビキの赤軍がドイツ革命に直接参加することを目指していた。

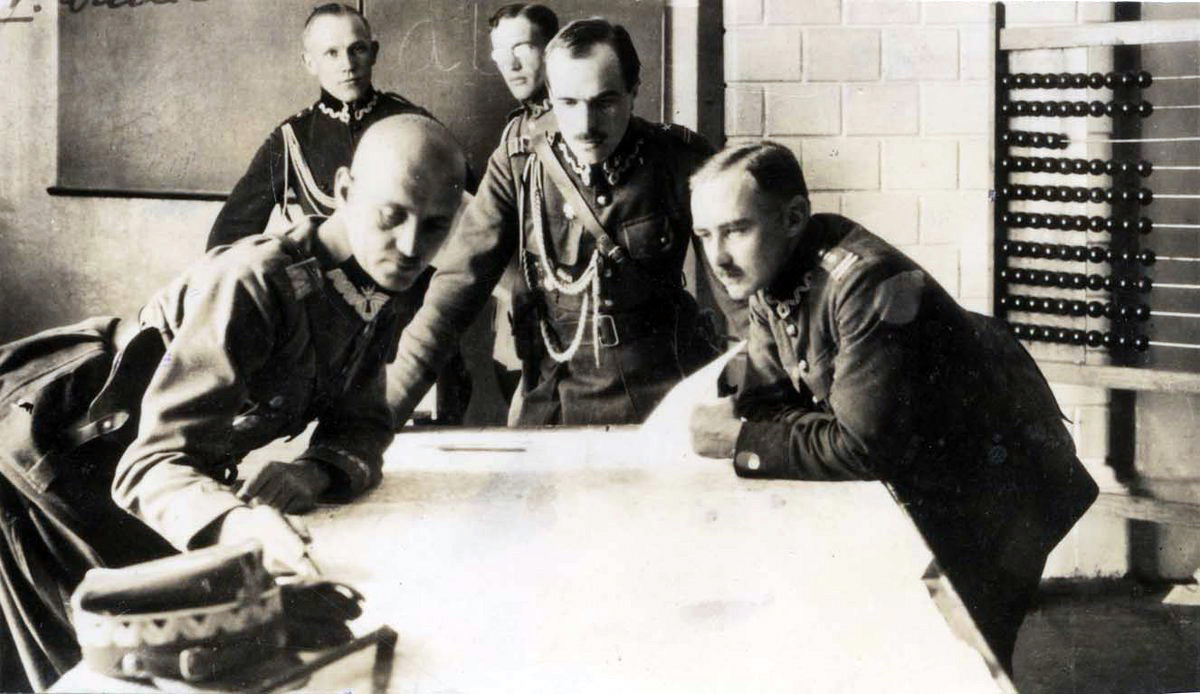
ポーランド第5軍のスタッフとヴワディスワフ・シコルスキ

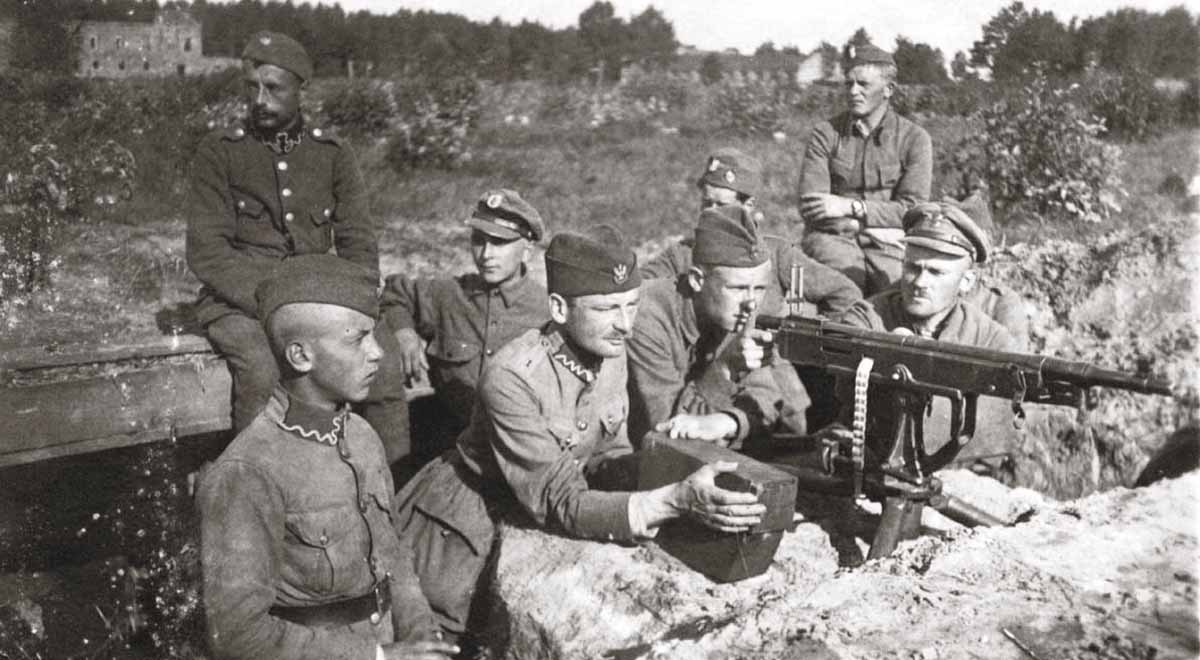
ワルシャワ近くのミウォスナのポーランドの防御陣地

セミョーン・ブジョーンヌイが指揮するロシアの第1騎兵軍は、6月初旬にポーランドの防衛線を突破し、ポーランド軍の全ての防衛線の崩壊をもたらした。7月4日、ミハイル・トゥハチェフスキーの指揮する西部戦線部隊は、ベラルーシでベレジナ川からの全面的な攻撃を開始し、ポーランド軍を後方に撤退させた。 7月19日、赤軍はフロドナを占領し、7月22日にはブレスト要塞を占領、7月28日にはビャウィストクに進出した。8月初旬、ポーランドとソビエトの代表団はバラーナヴィチで会合し文書を交換したが、成果を得られなかった。

## 影響
ポーランド軍は勝利を収めてロシア軍を押し返すことに成功したが、ピウスツキの赤軍を包囲する計画は完全には成功しなかった。7月4日に北西戦線のソ連軍の4軍がワルシャワへの進軍を開始した。一時的な成功の後、8月末までに、そのうちの第4軍、第15軍、第16軍の3軍と第3騎兵軍団の大部分はほぼ壊滅し、残りは捕虜になるかドイツの東プロイセンとの国境を超えた後一時的にドイツで抑留された。第3軍は最も被害が小さく、退却が速かったため、ポーランド軍は追いつくことができなかった。
赤軍の損害は戦死約15,000人、行方不明500人、負傷10,000人、捕虜65,000人であり、ポーランド軍の損害は戦死約4,500人、行方不明10,000人、負傷22,000人であった。25,000人から30,000人のソ連軍がドイツ国境に到達し、東プロイセンの領土に入って短期間抑留された後、武器と装備を持って出国することを許可された。ポーランド軍は約231門の大砲と 1,023 丁の機関銃を鹵獲した。
南部戦線の赤軍は敗走し、ポーランド軍に脅威を与えることはなくなった。リヴィウを包囲したセミョーン・ブジョーンヌイ指揮の第1騎兵軍は、8月31日のコマルフの戦いと9月1日のフルビエシュフの戦いで敗北した。10月中旬までに、ポーランド軍はテルノーピリ - ドゥブノ - ミンスク -ドルィサ線に到達した。
トゥハチェフスキーは東に退却した部隊を再編成することに成功したが、戦闘の主導権を取り戻すことはできなかった。9月に彼はフロドナの近くに新しい防衛線を設立した。ポーランド軍は9月15日から21日までのネマン川の戦いでこの防衛線を突破した。シュチャラ川の戦いの後には両軍は疲弊していた。10月12日、フランスと英国からの強い圧力の下で、停戦協定が調印された。 10月18日までに戦闘は終了し、1921年3月18日調印のリガ条約で戦争は終結した。 
ワルシャワの戦いの前にボルシェビキは、ポーランドの首都の崩壊が差し迫っていると宣伝していた。ボルシェビキは、第一次世界大戦によって経済的に荒廃したポーランド、ドイツ、およびその他のヨーロッパ諸国で大規模な共産主義革命が始まると予想していた。 しかし、ポーランドの勝利により、8月に予定されていたリトアニア政府を転覆させるソビエトの計画は中止しなければならなかった。この計画を支持したソ連の指導者（特にウラジーミル・レーニン）は挫折であると考えた。
国民民主党下院議員のスタニスワフ・ストロンスキは、ピウスツキによる初期の「ウクライナへの冒険」に対する彼の不満を強調するために、「ヴィスワ川の奇跡」（ポーランド語: Cud nad Wisłą）というフレーズを作り出した。それに応えて、ポーランドのヴィンツェンティウィトス首相は、「誰が何を言ったり書こうが、栄光と功績を身につけたい人にとっては誰でも、これは1920年代における「ヴィスワ川の奇跡」である」とコメントした。戦いの参加者の多くは、日記で事前の広範な全国的な祈りとその後の戦場での彼女の出現の報告を含む複数の根拠を引用して、聖母マリアの奇跡だと記す。戦いが大きく変化した8月15日はローマカトリック教徒によって祝われる聖母マリア被昇天の祝日である。 

### ロシア軍の暗号の解読
2005年にポーランドの中央軍事公文書館で発見された文書によると、ポーランド軍の暗号学者は、1919年9月には傍受したロシアの暗号を解読していた。ワルシャワの戦いを含めたポーランド軍の勝利の一部は暗号解読に起因すると考えられる。暗号解読に貢献したジャン・コバレフスキー中尉は、1921年にヴィルトゥティ・ミリタリ勲章を授与された。

## 関連作品
- バトル・オブ・ワルシャワ-大機動作戦-(2011年)

### ポーランド語
- M.Tarczyński、 Cud nadWisłą 、ワルシャワ、1990年。
- JózefPiłsudski、 Pisma zbiorowe 、ワルシャワ、1937年、Krajowa Agencja Wydawnicza、1991年に転載、ISBN 83-03-03059-0 。
- ミハイル・トゥカチェフスキー、モスクワの陸軍士官学校での講義、1923年2月7〜10日、ウッチ、ウッチ、1989年にPochódzaWisłę （ヴィスワ川を渡る3月）に転載。